# Râteau (outil)
Pour les articles homonymes, voir Râteau.

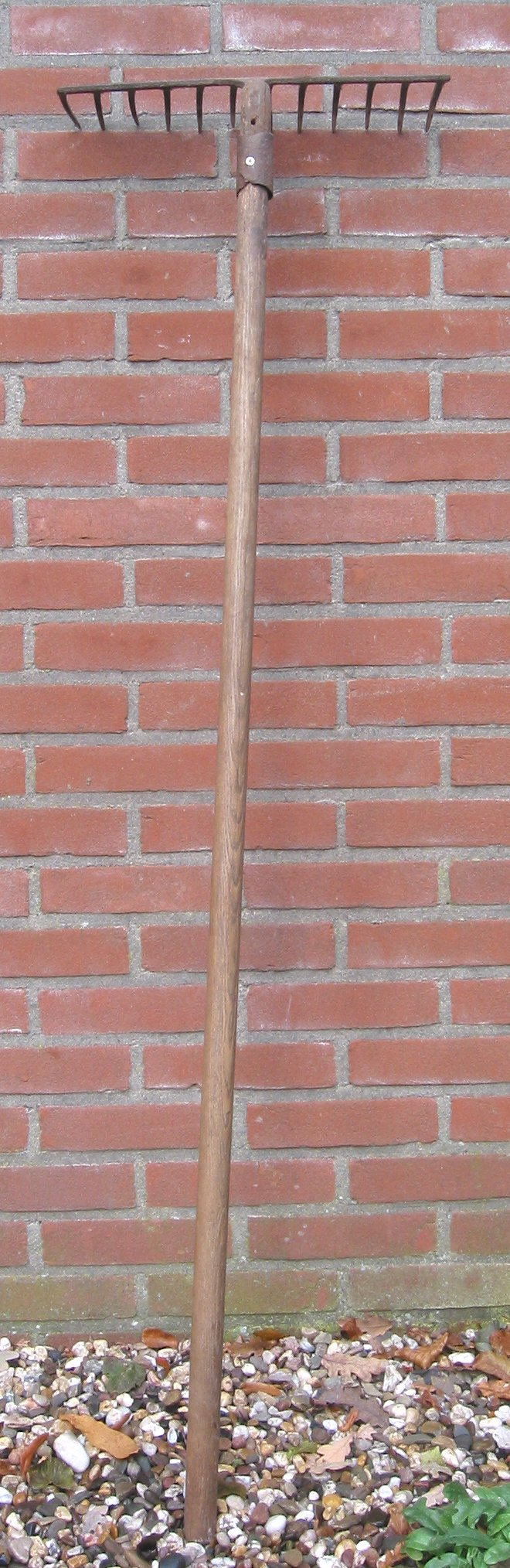
Un râteau posé contre un mur.

Le râteau est un outil manuel ou mécanique, utilisé en horticulture pour ramasser les feuilles ou les brindilles et égaliser la terre fraîchement bêchée ou sarclée. Il est utilisé également en agriculture pour rassembler et ramasser les foins coupés (râteau-andaineur).
Le râteau à main est composé d'une pièce de travail en métal, en plastique, ou encore en bois, comme à son origine : une sorte de traverse munie de dents et fixée en son milieu à un manche en bois ou en métal, parfois garni de poignées en matière plastique. Certains râteaux (scarificateurs) sont équipés de lames qui permettent d'aérer les pelouses en enlevant la mousse. Il existe également des râteaux à lames flexibles disposées en éventail (racloirs) et servant à racler les feuilles mortes et les coupes de gazon.

## Histoire
Le mot français râteau est issu du latin rastellum, diminutif de rastum (le s se transforme en â). Le râteau est aussi appelé raster bidens chez les Romains. Pendant très longtemps, il a servi à ratisser le foin à la bonne saison. Sa forme première a peu évolué, si ce n’est par l’utilisation de nouveaux matériaux dans sa fabrication. Son usage se diversifie vers le milieu du XIXe siècle avec l'essor des jardins privés, notamment grâce à l'esprit d'initiative d'Alexandre Miossec, jardinier en chef du célèbre jardin d'Albert Kahn.

## Types
En horticulture

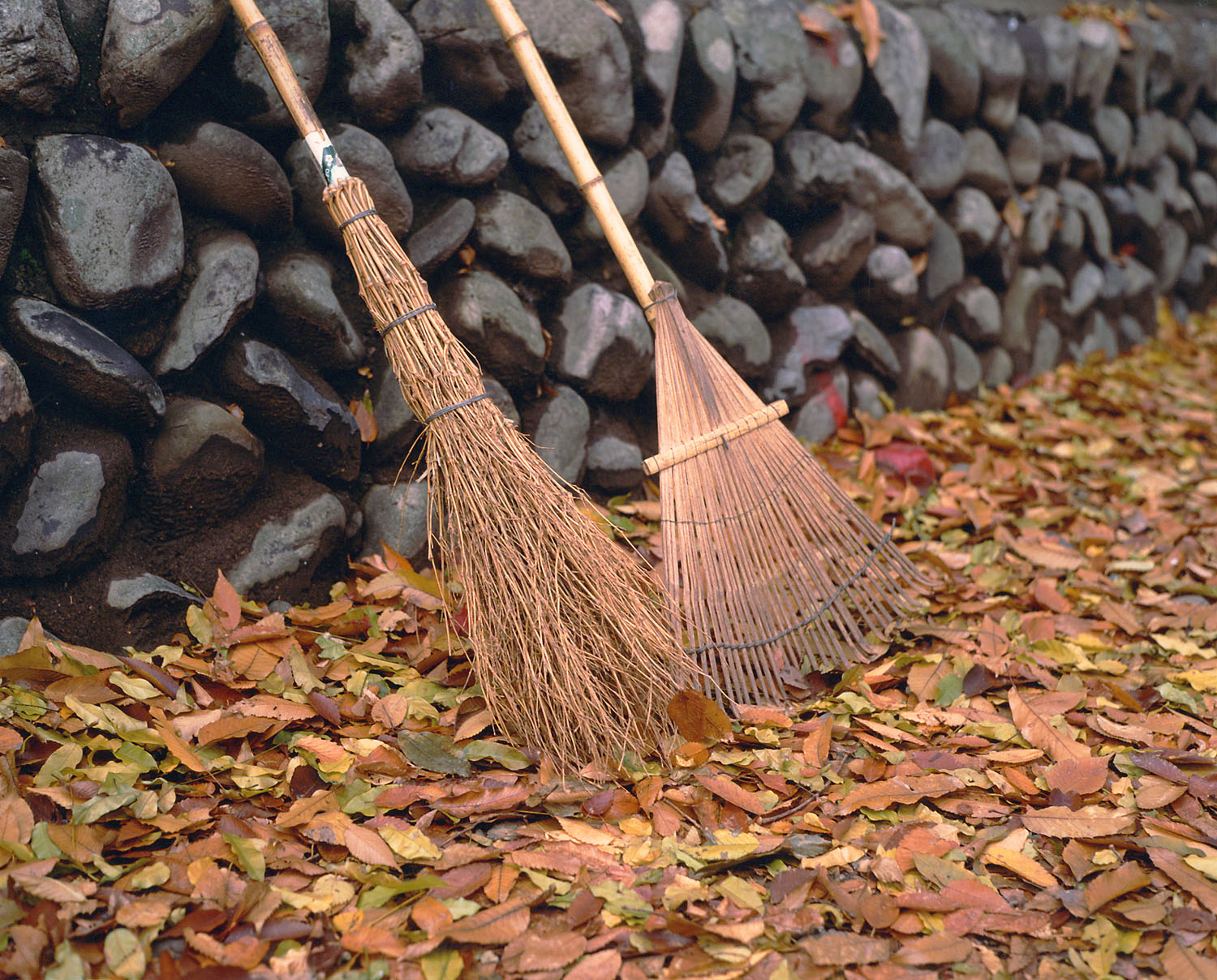
Balai et balai-râteau au Japon.

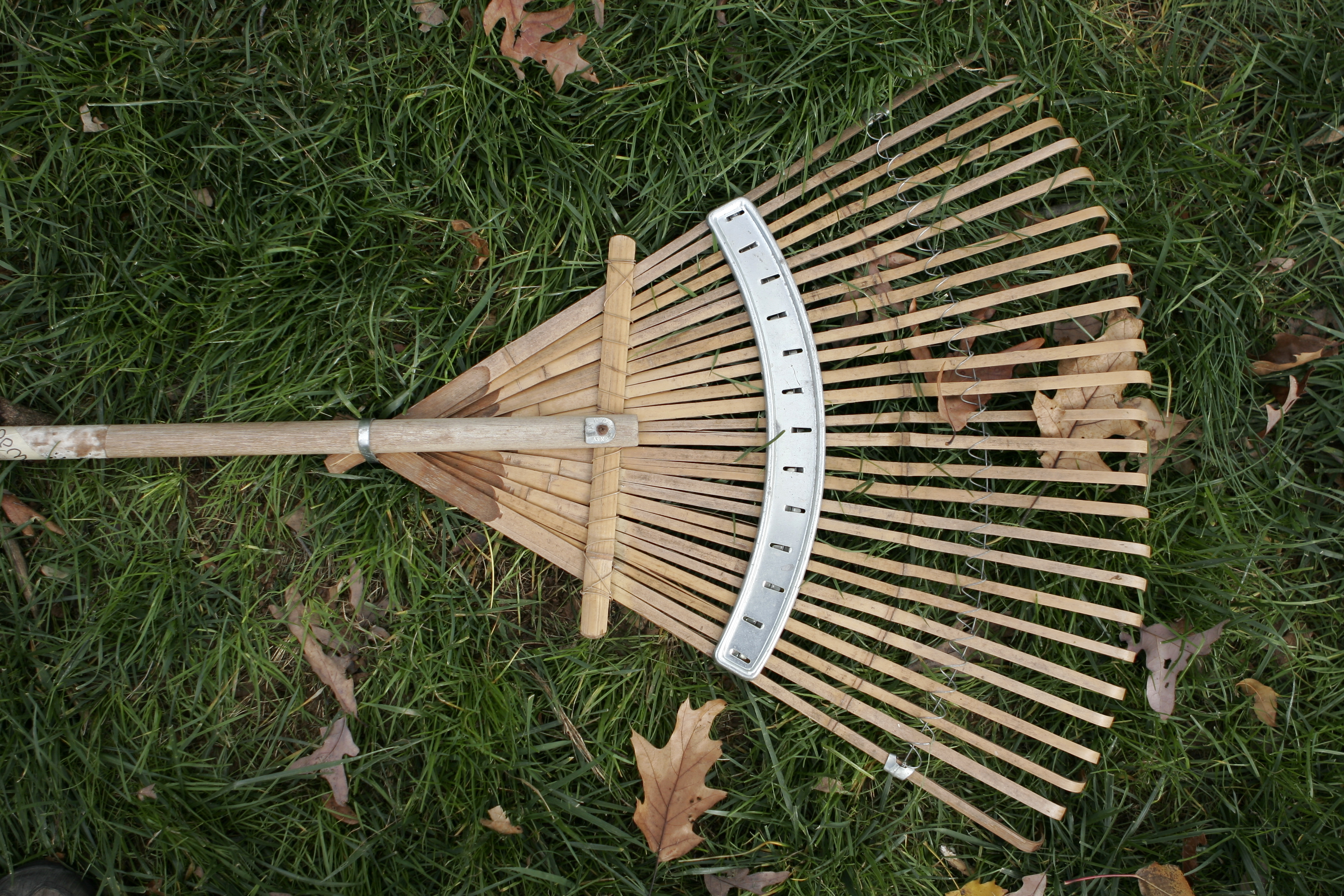
Râteau en bambou.

- Râteau-étrier ou râteau à feuilles : utilisé pour ramasser les feuilles et servant de scarificateur manuel.
- Râteau à fleurs : comportant 4 ou 5 dents et un manche court, servant à nettoyer les pots de fleurs ou à peigner les racines des plantes avant rempotage.
- Balai-râteau ou râteau à gazon : en forme d'éventail, utilisé pour le ramassage des feuilles ou des résidus de la tonte.
- Râteau scarificateur pour retirer la mousse des gazons.
- Râteau à gravier : utilisé pour étaler les graviers.
- Râteau maraîcher pour préparer une planche de culture.

### Autres domaines
- Râteau à foin destiné à l'andainage

- Râteau de pêcheur : servant à ramasser les coquillages.
- Râteau de pont : servant à essuyer le pont d'un navire.
- Râteau de croupier : servant à ramasser les jetons ou les mises dans un jeu de casino.
- Râteau de laboratoire : servant à étaler les bactéries.
- Antenne râteau : antenne de radio ou de télévision à plusieurs branches.
- Pelle râteau : pelle d'excavatrice dont l'extrémité est pourvue de dents.
- Râteau empileur : composante d'une excavatrice de défrichement.

Pièces en forme de râteau
- Le râteau est le nom d'une pièce mécanique en :
- horlogerie,
- serrurerie,
- tissage
- lithographie : lame horizontale en bois, garnie de cuir, qui assure la pression dans une presse lithographique.

## Représentations et expressions
- Se donner un coup de râteau : se peigner.
- (Se) prendre un râteau : familièrement: échouer dans une tentative de séduction ; (en sport) arriver parmi les derniers.
- Un râteau : (en parler comtois) un grippe-sou.
- Le gag du râteau : effet comique provoqué par une personne qui marche par inadvertance sur la traverse d'un râteau de sorte que le manche bascule vivement et lui frappe le visage.

Héraldique
Râteaux comme meubles d'un blason
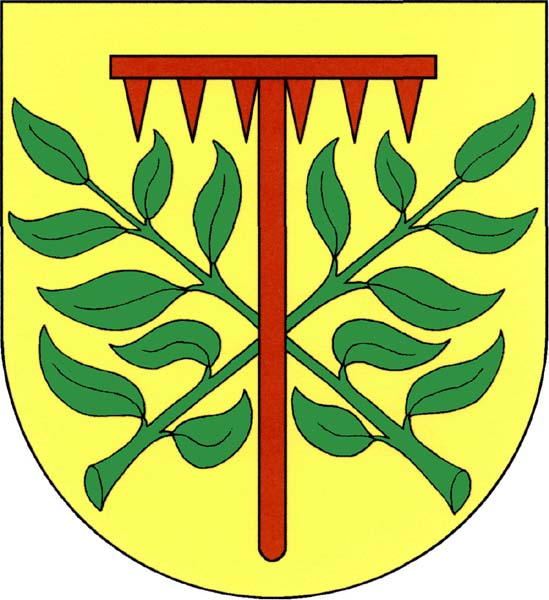
Blason de Vrbicany

## Géographie
Le Rateau d'Aussois (3131 m), situé dans le massif de la Vanoise, est un sommet rocheux imposant, pris entre le lac de Plan d'Amont (commune d'Aussois) à l'est et le vallon de l'Orgère (commune du Bourget) à l'ouest.
Le Râteau (3809 m) est un sommet important du massif de l'Oisans. Il domine la vallée de la Romanche et le village de La Grave au Nord, et le sauvage vallon de la Selle (ou du Diable) au sud. Il est très proche de la Meije, dont il est séparé par l'impressionnante Brêche de la Meije (3357 m). Il présente l'aspect d'un râteau ou d'un peigne avec plusieurs dents dont deux sommets distincts à ses extrémités: le sommet Est (3809 m) et le sommet Ouest (3769 m). Sa face Nord offre des courses rocheuses et glaciaires difficiles et de grandes ampleurs. La voie normale emprunte l'arête Sud depuis la Brèche du Râteau.

## Symbolique

### Calendrier républicain
- Dans le calendrier républicain, le Râteau était le nom attribué au 10e jour du mois de floréal[1], généralement chaque 29 avril du calendrier grégorien.